# Tefft Johnson
Tefft Johnson, nato William Tefft Johnson, Jr. (Washington, 23 settembre 1883 – Washington, 15 ottobre 1956), è stato un attore, regista, sceneggiatore e produttore cinematografico statunitense.
Attivo all'epoca del muto, diresse oltre una cinquantina di pellicole, recitando in più di 130 film.

## Biografia
Nato a Washington il 23 settembre 1883 da Anne Wheeler e William Tefft Johnson, aveva due sorelle e un fratello. Suo padre era nato nel 1834 a Cooperstown. Cappellano militare, durante la guerra di secessione era stato ferito nella battaglia di Chancellorsville e, in seguito, aveva studiato legge.
Quindicenne, William aveva già cominciato a recitare, entrando a far parte di compagnie di giro che attraversavano gli Stati Uniti. Suo padre morì nel 1898. La madre, che morì nel 1926, lasciò gran parte dell'eredità - che consisteva principalmente in una casa a Washington - a sua sorella Abby. Johnson impugnò il testamento per ricevere un terzo del patrimonio di cinquantamila dollari, ma nel 1930 la corte respinse la sua richiesta.
Dopo una lunga carriera teatrale, Johnson iniziò a lavorare per il cinema con la Edison, passando nel 1911 alla Vitagraph. Mentre era alla Vitagraph, Johnson passò anche dietro alla macchina da presa, diventando regista e dirigendo più di una cinquantina di film, oltre ad averne firmato alcuni come sceneggiatore.
Nel 1932, posò nei panni di George Washington due volte: la prima per un dipinto di Hattie Elizabeth Burdette che pubblicizzava il bicentenario della nascita di Washington e dove lui indossava il grembiule massonico; la seconda, il 17 settembre 1932, quando interpretò Washington durante la rievocazione della posa della prima pietra del Campidoglio, una rievocazione che venne filmata dalla Washington Bicentennial Commission.
Tefft Johnson morì il 15 ottobre 1956.

## Filmografia

### Attore

#### 1909
- Ethel's Luncheon
- The Little Sister

#### 1910
- Twelfth Night, regia di Eugene Mullin e Charles Kent (1910)
- Saved by the Flag, regia di Laurence Trimble (1910)

#### 1911
- A Tale of Two Cities, regia di Charles Kent (o William Humphrey?) (1911)
- An Aching Void (1911)
- For His Sake; or, The Winning of the Stepchildren, regia di Tefft Johnson (1911)
- Hungry Hearts; or, The Children of Social Favorites (1911)
- The Welcome of the Unwelcome (1911)
- Prejudice of Pierre Marie, regia di Laurence Trimble (1911)
- A Quaker Mother (1911)
- Courage of Sorts (1911)
- In the Arctic Night, regia di Laurence Trimble (1911)
- The Sky Pilot (1911)
- The One Hundred Dollar Bill (1911)
- Billy the Kid, regia di Larry Trimble (1911)
- Man to Man, regia di Laurence Trimble (1911)
- My Old Dutch, regia di George D. Baker (1911)
- Foraging (1911)
- The Child Crusoes, regia di Van Dyke Brooke (1911)
- Beyond the Law, regia di Laurence Trimble (1911)
- His Sister's Children (1911)
- The Ninety and Nine, regia di Ralph Ince (1911)
- The Mate of the 'John M' (1911)
- The Missing Will (1911)
- Captain Barnacle, Diplomat, regia di Van Dyke Brooke (1911)
- Madge of the Mountains, regia di Charles Kent (1911)
- Auld Lang Syne, regia di Laurence Trimble (1911)
- Arbutus, regia di Charles Kent (1911)
- Wisteria Memories, regia di Edwin R. Phillips (1911)
- A Slight Mistake, regia di William Humphrey (1911)
- Vanity Fair, regia di Charles Kent (1911)
- Fires of Driftwood (1911)
- The Younger Brother (1911)
- Testing His Courage (1911)
- A Doubly Desired Orphan, regia di Tefft Johnson (1911)

#### 1912
- A Romance of Wall Street, regia di Van Dyke Brooke e Maurice Costello (1912)
- How Tommy Saved His Father (1912)
- Willie's Sister (1912)
- Father and Son (1912)
- Love Will Find a Way (1912)
- Love Finds the Way, regia di Tefft Johnson (1912)
- The Chocolate Revolver (1912)
- Cardinal Wolsey, regia di J. Stuart Blackton e Laurence Trimble (1912)
- Il settimo figlio (The Seventh Son), regia di Hal Reid (1912)
- Captain Jenks' Diplomacy, regia di Van Dyke Brooke (1912)
- The Cave Man, regia di Charles L. Gaskill e Ralph Ince (1912)
- The Victoria Cross, regia di Hal Reid (1912)
- Old Love Letters, regia di Hal Reid (1912)
- The Serpents, regia di Charles L. Gaskill e Ralph Ince
- The Lady of the Lake, regia di James Stuart Blackton (1912)
- On Her Wedding Day, regia di Wilfred North (1912)
- Yellow Bird, regia di W.V. Ranous (1912)
- The Light That Failed (1912)
- Lincoln's Gettysburg Address, regia di James Stuart Blackton e James Young (1912)
- Fate's Awful Jest (1912)
- The Light of St. Bernard, regia di Albert W. Hale (1912)
- The Miracle, regia di Charles L. Gaskill (1912)
- The Heart of Esmeralda, regia di W.V. Ranous (1912)
- Written in the Sand, regia di Charles L. Gaskill (1912)
- Coronets and Hearts (1912)
- The Hindoo's Curse, regia di William V. Ranous (1912)
- As You Like It, regia di James Stuart Blackton, Charles Kent e James Young (1912)
- The Mills of the Gods, regia di Ralph Ince (1912)
- His Official Appointment, regia di Charles Kent (1912)
- Una of the Sierras, regia di Ralph Ince (1912)
- Darktown Duel (1912)
- Six O'Clock (1912)
- Wild Pat, regia di Charles Kent (1912)
- A Leap Year Proposal, regia di George D. Baker (1912)
- A Marriage of Convenience, regia di James Young (1912)

#### 1913
- The Adventure of the Counterfeit Bills, regia di Maurice Costello (1913)
- The Little Minister, regia di James Young (1913)
- When Bobby Forgot, regia di Larry Trimble (1913)
- The Old Guard, regia di James Young (1913)
- A Heart of the Forest, regia di Ralph Ince (1913)
- Put Yourself in Their Place, regia di James Young (1913)
- The Strength of Men, regia di Ralph Ince (1913)
- The Midget's Romance, regia di Bert Angeles (1913)
- Captain Mary Brown, regia di William Humphrey (1913)
- Vampire of the Desert, regia di Charles L. Gaskill (1913)
- The Still Voice (1913)
- Cutey Tries Reporting, regia di Bert Angeles (1913)
- Does Advertising Pay?, regia di Laurence Trimble (1913)
- The Coming of Gretchen, regia di Bert Angeles (1913)
- The Lion's Bride, regia di Frederick A. Thomson (1913)
- Roughing the Cub, regia di Bert Angeles (1913)
- The Diamond Mystery, regia di Charles Kent (1913)
- The Line-Up, regia di William Humphrey (1913)
- Playing the Pipers, regia di William Humphrey (1913)
- The Tiger, regia di Frederick A. Thomson (1913)
- The Lost Millionaire, regia di Ralph Ince (1913)
- The Race, regia di Robert Thornby (1913)
- The Mystery of the Silver Skull, regia di Maurice Costello, Wilfrid North (1913)
- Mrs. Upton's Device, regia di James W. Castle (1913)
- Luella's Love Story, regia di L. Rogers Lytton e James Young (1913)
- The Sale of a Heart, regia di Maurice Costello e da Robert Gaillord (Robert Gaillard) (1913)
- A Christmas Story, regia di James W. Castle e Tefft Johnson (1913)
- The Spirit of Christmas, regia di William Humphrey e Tefft Johnson (1913)

#### 1914
- Hearts of Women, regia di William Humphrey e Tefft Johnson[7] (1914)
- Marrying Sue, regia di Tefft Johnson (1914)
- Sonny Jim in Search of a Mother, regia di Tefft Johnson (1914)
- The Idler, regia di Tefft Johnson (1914)
- The Hall-Room Rivals, regia di Tefft Johnson (1914)
- 'Fraid Cat, regia di Tefft Johnson (1914)
- An Easter Lily, regia di Tefft Johnson (1914)
- Sonny Jim at the North Pole, regia di Tefft Johnson (1914)
- His Last Call, regia di Tefft Johnson (1914)
- Buddy's First Call, regia di Tefft Johnson (1914)
- The 'Bear' Facts, regia di Tefft Johnson (1914)
- The Circus and the Boy, regia di Tefft Johnson (1914)
- The Little Captain, regia di Tefft Johnson (1914)
- The House on the Hill, regia di Tefft Johnson (1914)
- The Reward of Thrift, regia di Ned Finley e Tefft Johnson (1914)
- The Heart of Sonny Jim, regia di Tefft Johnson (1914)
- The Locked Door, regia di Tefft Johnson (1914)
- The Cave Dwellers, regia di Tefft Johnson (1914)
- A Cause for Thanksgiving, regia di Tefft Johnson (1914)
- The Knight Before Christmas, regia di Tefft Johnson (1914)

#### 1915
- Chiefly Concerning Males, regia di Tefft Johnson (1915)
- Sonny Jim and the Valentine, regia di Tefft Johnson (1915)
- When a Feller's Nose Is Out of Joint, regia di Tefft Johnson (1915)
- Sonny Jim at the Mardi Gras, regia di Tefft Johnson (1915)
- The Battle Cry of Peace, regia di J. Stuart Blackton e Wilfrid North (1915)
- Sonny Jim and the Amusement Company, Ltd., regia di Tefft Johnson (1915)
- Sonny Jim and the Great American Game, regia di Tefft Johnson (1915)
- Sonny Jim and the Family Party, regia di Tefft Johnson (1915)
- One Plus One Equals One, regia di Tefft Johnson (1915)
- Sonny Jim's First Love Affair, regia di Tefft Johnson (1915)
- The Faith of Sonny Jim, regia di Tefft Johnson (1915)

#### 1916
- Betty, the Boy and the Bird, regia di Tefft Johnson (1916)
- Sonny Boy in School Days, regia di Tefft Johnson (1916)
- Sonny Boy at the Bat, regia di Tefft Johnson (1916)
- Sonny Boy and the Dog Show, regia di Tefft Johnson (1916)

#### 1918
- The Panther Woman, regia di Ralph Ince (1918)

#### 1919
- The Love Defender, regia di Tefft Johnson (1919)

#### 1926
- The New Klondike, regia di Lewis Milestone (1926)
- Striving for Fortune, regia di Nat Ross (1926)

### Regista
- For His Sake; or, The Winning of the Stepchildren (1911)
- Love Finds the Way (1912)
- A Christmas Story, co-regia di James W. Castle  (1913)
- The Spirit of Christmas (1913)
- Hearts of Women, co-regia di William Humphrey[7] (1914)
- Marrying Sue (1914)
- Sonny Jim in Search of a Mother (1914)
- The Drudge (1914)
- The Idler (1914)
- The Hall-Room Rivals (1914)
- 'Fraid Cat (1914)
- An Easter Lily (1914)
- Sonny Jim at the North Pole (1914)
- His Last Call (1914)
- Buddy's First Call (1914)
- The 'Bear' Facts (1914)
- The Circus and the Boy (1914)
- The Little Captain (1914)
- Buddy's Downfall (1914)
- The House on the Hill (1914)
- The Reward of Thrift , co-regia di Ned Finley (1914)
- The Heart of Sonny Jim (1914)
- The Locked Door (1914)
- The Cave Dwellers (1914)
- A Cause for Thanksgiving (1914)
- C.O.D.  (1914)
- The Knight Before Christmas (1914)
- Chiefly Concerning Males (1915)
- Sonny Jim and the Valentine (1915)
- When a Feller's Nose Is Out of Joint (1915)
- The Park Honeymooners (1915)
- Sonny Jim at the Mardi Gras (1915)
- The White and Black Snowball (1915)
- Sonny Jim and the Amusement Company, Ltd. (1915)
- The Prince in Disguise (1915)
- The Turn of the Road (1915)
- Sonny Jim and the Great American Game (1915)
- Sonny Jim and the Family Party (1915)
- One Plus One Equals One (1915)
- Sonny Jim's First Love Affair (1915)
- The Faith of Sonny Jim (1915)
- Who Killed Joe Merrion? (1915)
- She Left Without Her Trunks (1916)
- Betty, the Boy and the Bird (1916)
- The Writing on the Wall (1916)
- Sonny Boy in School Days (1916)
- Sonny Boy at the Bat (1916)
- Sonny Boy and the Dog Show (1916)
- Love's Law (1917)
- Nido d'amore (The Love Net) (1918)
- Dixie Madcaps (1918)
- The Love Defender (1919)
- Love and the Woman (1919)
- Home Wanted  (1919)
- The Infant-ry (1919)
- Love Us, Love Our Dog (1919)
- Wanted, a Girl! (1921)
- A Million, More or Less (1922)

### Sceneggiatore
- A Doubly Desired Orphan (1911)
- Sonny Jim at the Mardi Gras, regia di Tefft Johnson (1915)
- The White and Black Snowball, regia di Tefft Johnson (1915)
- Sonny Boy in School Days, regia di Tefft Johnson (1916)
- Sonny Boy at the Bat, regia di Tefft Johnson (1916)
- Sonny Boy and the Dog Show, regia di Tefft Johnson (1916)

### Produttore
- A Cause for Thanksgiving, regia di Tefft Johnson (1914)
- Sonny Jim at the Mardi Gras, regia di Tefft Johnson (1915)
- Sonny Boy in School Days, regia di Tefft Johnson (1916)
- Sonny Boy at the Bat, regia di Tefft Johnson (1916)
- Sonny Boy and the Dog Show, regia di Tefft Johnson (1916)

## Spettacoli teatrali
- Under Two Flags di Paul M. Potter (Broadway, 5 febbraio 1901)